# Светослав Пейчев
Светослав Пейчев е български писател, хуморист, сатирик и поет. Роден е на 24 октомври 1952 г. в град Русе. Известен е също така и с литературния псевдоним Simon Martin. Плавал е с корабите на българския морски и речен флот. Като професионален моряк и водолаз е бил в около 100 държави по света. Започва да публикува през 1980 г. Има печатани материали в много вестници и списания в Русе, Разград, Шумен, Варна, Несебър, Бургас, София и в чужбина. Заради много от публикациите си е имал често проблеми с цензурата и властите. Бил е в един от „Лагерите на смъртта“ на Живковия режим. Носител е на много литературни награди.

## Произведения
- „Лесни пари“ – роман (1997)
- „Зелени очи“ – роман (1994)
- „Избор“ – лирика (1992)
- „Грешницата“ – новела (1992)
- „Говорещото куче“ – разкази и фейлетони (1990)
- „Брадати истории“ – хумор и сатира (1990)
- „Мижи да те лажем“ – хумор и сатира (1982)
- „Ще забравиш...“ – любовна лирика (1981)